# Cung điện Mystki
Cung điện Mystki - được xây dựng vào những năm 1880 có lẽ là thiết kế của Stanisław Hebanowski. Trang viên-biệt thự được xây dựng theo phong cách Phục hưng của Pháp với một gian nhà lớn trên trục đầu vào. Mái hông nằm trong nhà. Phần chính của tòa nhà là tầng trệt. Biệt thự rất tồi tàn, hiện đang trên bờ vực hoang tàn.
Trước khi xây dựng cung điện, chủ sở hữu Charles Karśnicki Mystki đồng thời là chủ của tòa án đồng thời cố gắng giữ liên lạc với các nghệ sĩ, nhà văn. Louis Gomolec trong tác phẩm của mình đã viết trên średzki Earth: "những phòng chờ hẻo lánh, một ngôi nhà cũ của Ba Lan ở Mystki đã mở cửa cho các nhà thơ và nhà văn. Sống ở Mystki là nhà thơ và nhà văn Lucian Siemienski (1807-1877) và Józef Ignacy Krasnzewski (1812-1877). Khách đến thăm Mystki là Thrice (1862.1865, 1867) là anh em cùng cha khác mẹ của Tekla, cũng là Arrigo Boito, một trong những nhà soạn nhạc opera hàng đầu châu Âu và các tác giả của nửa sau của thế kỷ XIX và đầu thế kỷ XX. Sau cái chết của Charles (ngày 11 tháng 11 năm 1870), nhờ những nỗ lực của người vợ Tekla vào năm 1877, một biệt thự mới được xây dựng theo phong cách Phục hưng của Pháp, được thiết kế bởi kiến trúc sư Stanislaw Hebanowski. Sau cái chết của Tekla Karśnicka vào năm 1885, đã chuyển Mystki vào gia đình Karłowskis, người đã sống ở đây cho đến năm 1939. Sau chiến tranh, tài sản thuộc về Nông trại Nhà nước. Hiện tại biệt thự với một công viên do ARWSP (Cơ quan tài sản nông nghiệp của Kho bạc nhà nước) quản lý và chờ đợi một người mua mới sẽ khôi phục lại vinh quang trước đây của mình.